# Zodarion geshur
Zodarion geshur là một loài nhện trong họ Zodariidae.
Loài này thuộc chi Zodarion. Zodarion geshur được Gershom Levy miêu tả năm 2007.